# Móc xích tình duyên
So Sanaeha (tên tiếng Thái: โซ่เสน่หา, tên tiếng Việt: Móc xích tình duyên) là bộ phim truyền hình Thái Lan. Bộ phim phát sóng vào năm 2017 trên đài Channel 7 (CH7) với sự tham gia của Saran Sirilak và Pattarasaya Kreursuwansiri.

## Nội dung
Phim xoay quanh mối tình đầy trớ trêu của Poum (Peak) và Ramet (Porshe). Mọi chuyện bắt đầu từ việc mẹ của Poum đưa bồ nhí của bà về nhà sống cùng. Poum kịch liệt phản đối việc mẹ dẫn bồ về nhà vì thấy được sự xảo trá của con người hắn, nhưng mẹ Poum vì bị mờ mắt bởi tên đàn ông dẻo mồm dẻo miệng nên bà ta không nghe theo lời con gái. Do quá giận mẹ nên Poum dọn ra ngoài sống và muốn thách thức người mẹ của mình. Mọi chuyện càng rắc rối hơn khi cô quyết định kí hợp đồng đẻ thuê cho gia đình của Ramet.

## Diễn viên
- Saran Sirilak as Ramet
- Pattarasaya Kreursuwansiri as Pum
- Vasin Asvanarunat as Rangsan (bạn Pum)
- Chatdao Sittipol as Tuanta (bạn Pum)
- Jarunee Suksawat as Khun Nai Linjii (mẹ Ramet & Sukon)
- Aphiradi Phawaphutanon as Saeng (mẹ Pum)
- Anisa Nugraha as Sukon (em gái Ramet)
- Ittikorn Satutam as Sarat
- Warangkanang Wutthayakorn as Suneerat
- Uthumporn Silaphan as Khun Ying Charoensri
- Chompoonuch Piyatumchai as Jeerapa / "Jee"
- Santiraj Kulnoppakiet as Suwat
- Panadda Komaratat as Wilai
- Metta Rungrattana as Kian
- Pojanee Yaila-or as Ampai
- Saowanee Jermngampring as Jaem
- Punadol Punnakant (con trai Suvanant Punnakant) as Lookmoo

## Ca khúc nhạc phim
- ทั้งชีวิตเพื่อเธอ / Tung Cheewit Peua Tur - Saran Sirilak